# Spodnji Kocjan
Spodnji Kocjan este o localitate din comuna Radenci, Slovenia, cu o populație de 70 de locuitori.